# Monte-Carlo Masters 2019
Monte-Carlo Masters 2019 (còn được biết đến với Rolex Monte-Carlo Masters vì lý do tài trợ) là một giải quần vợt nam chuyên nghiệp thi đấu trên mặt sân đất nện ngoài trời. Đây là lần thứ 113 giải đấu Monte-Carlo Masters tổ chức, và được Rolex tài trợ lần thứ 11. Giải đấu diễn ra tại Monte Carlo Country Club ở Roquebrune-Cap-Martin, Pháp (mặc dù thường được gọi là Monte Carlo, Monaco).. Giải đấu là một phần của ATP Tour 2019.

## Điểm và tiền thưởng

### Phân phối điểm
Bởi vì Monte Carlo Masters là giải không bắt buộc Masters 1000 sự kiện đặc biệt quy tắc về điểm phân phối đang ở trong vị trí. Monte Carlo Masters được tính trong thành tích của các tay vợt là giải 500, trong khi đó điểm được phân phối như Masters 1000.
| Sự kiện | VĐ    | CK  | BK  | TK  | Vòng 1/16 | Vòng 1/32 | Vòng 1/64 | Q  | Q2 | Q1 |
| Đơn nam | 1,000 | 600 | 360 | 180 | 90        | 45        | 10        | 25 | 16 | 0  |
| Đôi nam | 1,000 | 600 | 360 | 180 | 90        | 0         | —         | —  | —  | —  |

### Tiền thưởng
| Sự kiện | VĐ       | CK       | BK       | TK       | Vòng 1/16 | Vòng 1/32 | Vòng 1/64 | Q2     | Q1     |
| Đơn nam | €958,055 | €484,950 | €248,745 | €128,200 | €64,225   | €33,635   | €18,955   | €7,255 | €3,630 |
| Đôi nam | €284,860 | €139,020 | €69,680  | €35,510  | €18,730   | €10,020   | —         | —      | —      |

## Nội dung đơn

### Hạt giống
| Quốc gia | Tay vợt              | Xếp hạng1 | Hạt giống |
| -------- | -------------------- | --------- | --------- |
| SRB      | Novak Djokovic       | 1         | 1         |
| ESP      | Rafael Nadal         | 2         | 2         |
| GER      | Alexander Zverev     | 3         | 3         |
| AUT      | Dominic Thiem        | 5         | 4         |
| JPN      | Kei Nishikori        | 6         | 5         |
| GRE      | Stefanos Tsitsipas   | 8         | 6         |
| CRO      | Marin Čilić          | 11        | 7         |
| RUS      | Karen Khachanov      | 12        | 8         |
| CRO      | Borna Ćorić          | 13        | 9         |
| RUS      | Daniil Medvedev      | 14        | 10        |
| ITA      | Marco Cecchinato     | 16        | 11        |
| GEO      | Nikoloz Basilashvili | 17        | 12        |
| ITA      | Fabio Fognini        | 18        | 13        |
| FRA      | Gaël Monfils         | 19        | 14        |
| CAN      | Denis Shapovalov     | 20        | 15        |
| BEL      | David Goffin         | 21        | 16        |
| GBR      | Kyle Edmund          | 22        | 17        |

- Bảng xếp hạng vào ngày 8 tháng 4 năm 2019.

### Vận động viên khác
Đặc cách:
- Félix Auger-Aliassime
- Lucas Catarina
- Thanasi Kokkinakis
- Jaume Munar

Bảo toàn thứ hạng:
- Jo-Wilfried Tsonga

Thay thế:
- Malek Jaziri

Vượt qua vòng loại:
- Guido Andreozzi
- Aljaž Bedene
- Federico Delbonis
- Juan Ignacio Londero
- Alexei Popyrin
- Andrey Rublev
- Lorenzo Sonego

Thua cuộc may mắn:
- Taro Daniel

### Rút lui
Trước giải đấu
- Kevin Anderson → thay thế bởi  Adrian Mannarino
- Pablo Carreño Busta → thay thế bởi  Taylor Fritz
- Richard Gasquet → thay thế bởi  Hubert Hurkacz
- Thanasi Kokkinakis → thay thế bởi  Taro Daniel
- Gaël Monfils → thay thế bởi  Malek Jaziri

Trong giải đấu
- Gilles Simon

### Bỏ cuộc
- Damir Džumhur
- Jo-Wilfried Tsonga

## Nội dung đôi

### Hạt giống
| Quốc gia | Tay vợt               | Quốc gia | Tay vợt       | Xếp hạng1 | Hạt giống |
| -------- | --------------------- | -------- | ------------- | --------- | --------- |
| FRA      | Pierre-Hugues Herbert | FRA      | Nicolas Mahut | 8         | 1         |
| POL      | Łukasz Kubot          | BRA      | Marcelo Melo  | 10        | 2         |
| GBR      | Jamie Murray          | BRA      | Bruno Soares  | 17        | 3         |
| COL      | Juan Sebastián Cabal  | COL      | Robert Farah  | 22        | 4         |
| AUT      | Oliver Marach         | CRO      | Mate Pavić    | 23        | 5         |
| FIN      | Henri Kontinen        | AUS      | John Peers    | 33        | 6         |
| CRO      | Nikola Mektić         | CRO      | Franko Škugor | 34        | 7         |
| RSA      | Raven Klaasen         | GBR      | Joe Salisbury | 35        | 8         |

- Bảng xếp hạng vào ngày 8 tháng 4 năm 2019.

### Vận động viên khác
Đặc cách:
- Romain Arneodo /  Hugo Nys
- Marko Djokovic /  Novak Djokovic
- Jürgen Melzer /  Dominic Thiem

Thay thế:
- Philipp Kohlschreiber /  Fernando Verdasco

### Rút lui
- Félix Auger-Aliassime

## Nhà vô địch

### Đơn
- Fabio Fognini đánh bại  Dušan Lajović, 6−3, 6−4

### Đôi
- Nikola Mektić /  Franko Škugor đánh bại  Robin Haase /  Wesley Koolhof, 6–7(3–7), 7–6(7–3), [11–9]